# Egy Minecraft film
Az Egy Minecraft film (eredeti cím: A Minecraft Movie) 2025-ben bemutatott amerikai kalandfilm, amelyet Jared Hess rendezett, a világszinten népszerű videójátékon, a Minecrafton alapul. A főbb szerepekben Jack Black, Jason Momoa, Emma Myers, Danielle Brooks, Jennifer Coolidge és Kate McKinnon látható.
A filmet 2023. augusztus 7-én szerették volna elkezdeni forgatni, de a július 14-én indult SAG–AFTRA-sztrájk miatt azonban nem tudták megkezdeni a folyamatot. Később elhalasztották 2023 decemberére a forgatás kezdetét. A filmet az Amerikai Egyesült Államokban 2025. április 4-én a Warner Bros., míg Magyarországon egy nappal korábban az InterCom forgalmazásában, április 3-án mutatták be a mozikban.

## Történet
Négy magánéleti problémákkal küszködő ember, Garrettet (Momoa), Natalie-t (Myers), Dawnt (Brooks) és Henryt (Hansen) egy véletlennek köszönhetően egy portál behúz a Felvilágba, egy kockákkal teli csodás varázsvilágba. Itt ahhoz, hogy hazajussanak, túl kell élniük az éjszakákat, amikor zombik és piglinek támadnak, illetve úrrá kell lenniük az egész világ felett. Segítségükre érkezik egy igazi mester "kraftoló", Steve (Jack Black). Mind az ötüknek fel kell ébreszteniük a saját magukban rejlő kreativitást ahhoz, hogy kiszabaduljanak a Minecraft fogságából.

## Szereplők
| Szereplő                    | Színész                                                  | Magyar hang             |
| --------------------------- | -------------------------------------------------------- | ----------------------- |
| Garrett "Guberáló" Garrison | Jason Momoa                                              | Varga Rókus             |
| Steve                       | Jack Black                                               | Kálloy Molnár Péter     |
| Natalie                     | Emma Myers                                               | Dolmány-Bogdányi Korina |
| Dawn                        | Danielle Brooks                                          | Réti Adrienn            |
| Henry                       | Sebastian Eugene Hansen                                  | Vizler Deján            |
| Marlene igazgatóhelyettes   | Jennifer Coolidge                                        | Orosz Anna              |
| Malgosha                    | Rachel House (hangja)                                    | Peller Anna             |
| Daryl                       | Jemaine Clement                                          | Schneider Zoltán        |
| Bruce (hangja)              | Jemaine Clement                                          | Schneider Zoltán        |
| Chungus tábornok            | Jared Hess (hangja)                                      | Ráskó Eszter            |
| Nitwit                      | Matt Berry (hangja)                                      | Csankó Zoltán           |
| Alex                        | Kate McKinnon (hangja) Alice May Connolly (megformálója) | ?                       |

### Magyar változat
- Magyar szöveg: Tóth Tamás
- Felvevő hangmérnök: Jacsó Bence
- Vágó: Kajdácsi Brigitta
- Gyártásvezető: Gelencsér Adrienne
- Zenei rendező: Molnár Gábor
- Szinkronrendező: Tabák Kata
- Produkciós vezető: Hagen Péter

A szinkront a Mafilm Audio Kft. készítette el.

## Gyártás

### Fejlesztés
Az egész 2014. február 27-én indult, miután a játék fejlesztője Markus "Notch" Persson közzétette Twitteren, hogy a Mojang Studios és a Warner Bros. Pictures között megállapodás született egy Minecraft-film kapcsán. Azon a napon bejelentették, hogy a A LEGO-Kaland producere Roy Lee, és Jill Messick lettek a film producerei.
2014. október 8-án a Mojang vezető kontent- felügyelője, Vu Bui kijelentette, hogy a film "A korai fejlesztési fázisában" van, valamint, hogy nagy költségvetésű "Blockbusterként" képzelik el a filmet, és a tervük szerint három vagy négy éven belül megjelenik. Később szintén októberben, arról számoltak be, hogy Shawn Levy (Éjszaka a múzeumban, Free Guy) rendezi majd a filmet, ám kreatív nézeteltérések miatt távozott a projekttől, akárcsak az írópáros Kieran és Michelle Mulroney. Az értesülések szerint A Mulroney testvérek és Levy elképzelése nem illeszkedett a Mojang által elképzelt történethez. Levy egy későbbi interjúban a Kincsvadászokhoz hasonlította, az ő Minecraft filmjét, ami egy izgalmas kalandfilm lett volna.
2015. július 21-én Vu Bui bejelentette, hogy a film új rendezője Rob McElhenney lett.
2016. június 27-én, a Mojang Studios bejelentette, hogy a Minecraft: A film-re keresztelt projektet 2019. május 24-én tervezik mozikba küldeni. Ehhez a bejelentéshez mellékeltek egy olyan posztot, ahol látható volt a film forgatókönyve rajta, a "Minecraft: The Movie" felirattal.
2016. október 13-án arról számoltak be, hogy McElhenney mellett Jason Fuchs (Az - Második fejezet (2019), Pán (2015), Wonder Woman (2017)) írja majd a forgatókönyvet.
A film producere, Jill Messick 2018. február 7-én öngyilkos lett, így a Minecraft film lett az utolsó munkája.
2018. augusztus 3-án McElhenney-t és Fuchs-t lecserélték Aaron és Adam Nee írópárosra, hogy megírják a forgatókönyvet. Az írócsere miatt a film kiesett a megjelenési ütemtervből. 2020-ban később McElhenney elmondta, hogy a filmre kb. 150 millió dollárt szántak volna és a forgatásra már egy vancouveri stúdiót is lefoglaltak, de miután a Warner vezetői székébe Toby Emmerich került később a projekt "elhalt".
2019. január 3-án arról számoltak be, hogy Jim Berney fog majd felelni a film vizuális effektjeiért. Még ugyanabban a hónapban bejelentették, hogy Peter Sollett írja és rendezi majd a filmet, Jon Berg a produceri, míg Jon Spaihts az executive produceri feladatokat látja majd el. A film történetéről is kiszivárgott némi dolog, például, hogy a film az "End" és Végzet Sárkánya körül fog forogni.  Ezeknek az információknak a nyilvánosságra kerülése után, áprilisban közzé is tették a Minecraft weboldalán egy blogposzt formájában, hogy a film megjelenési dátuma ezúttal 2022. március 4-ére esik.
2019. június 24-én bejelentették, hogy Allison Schroeder (Jégvarázs 2.) újra írja a forgatókönyvet.
2022. április 18-án arról számoltak be, hogy Jared Hess lett a film új rendezője, valamint Chris Bowman és Hubbel Palmer írja meg a legújabb forgatókönyvet. Lydia Winters és Mary Parent producerek lett, míg Cale Boyter executive producer.
2023. április 5-én bejelentették, hogy a film új megjelenési dátuma 2025. április 4-e lesz.
2023. május 23-án arról számoltak be, hogy Jason Momoa és Torfi Frans Olafsson csatlakoztak a producerekhez.

### Casting
2016 novemberében arról számoltak be, hogy állítólag Steve Carell tárgyalásokat folytat, hogy csatlakozzon a filmhez mint főszereplő, de később ütemtervi problémák miatt kilépett a projektből.
2022 áprilisában, arról számoltak be, hogy Jason Momoa tárgyalásokat folytat a filmhez való csatlakozásról.
2023 májusában arról számoltak be, hogy Matt Berry tárgyalásokat folytat a filmhez való csatlakozásról.
2023. november 29-én csatlakozott a szereplőgárdához Danielle Brooks és Sebastian Eugene Hansen is, Dawn és Henry szerepében
2023 decemberében arról számoltak be, hogy a Wednesday színésznője, Emma Myers csatlakozott a filmhez.
2024. január 3-án a Deadline arról számolt be, hogy Jack Black csatlakozott a Minecraft filmhez mint a játék főhőse: Steve. Ugyanebben a hónapban megerősítést nyert, hogy a szereplőgárdához csatlakozott még Jennifer Coolidge, Kate McKinnon és Jemaine Clement egyelőre titkolt szerepekben.

### Forgatás
2023 júniusában bejelentették, hogy a forgatást augusztus 7-én szeretnék megkezdeni Új-Zélandon. De ez később a 2023 SAG- AFTRA sztrájk miatt meghiúsult. (A sztrájk később november 9-én véget ért). Úgy tervezték a sztrájk miatt, 2024 tavaszán kezdik a forgatást, de végül előbbre hozták 2023 decemberére. A forgatás végül 2024 januárjában kezdődött Aucklandben, és április közepén véget is ért Új-Zélandon.

## Kiadás
A filmet a Warner Bros. Pictures forgalmazza, és a tervek szerint 2025. április 4-én fog megjelenni. Eredetileg 2019. május 24-én jelent volna meg, de még abban az évben lekerült a megjelenési ütemtervről. 2019 áprilisában bejelentették, hogy a filmet 2022. március 4-én fogják bemutatni, de a Covid-19-járvány miatt 2020 októberében lemondták, és a helyét a Matt Reeves rendezésében készült Batman vette át.